# Monroedoktrinen
Monroedoktrinen er en amerikansk politisk doktrin som gik ud på at Nord- og Sydamerika skulle være fri for ydre (primært europæisk) politisk indblanding. Doktrinen lagde således op til at Nord- og Sydamerika lå i USA's interessesfære.
Doktrinen er opkaldt efter den amerikanske præsident James Monroe, som fremlagde den i en tale den 2. december 1823 til Kongressen, idet han erklærede, at europæiske stater ikke længere skulle tillades at kolonisere eller intervenere og blande sig i de nye selvstændige amerikanske nationers (både i Nord- og Sydamerikas) affærer. USA skulle søge at holde sig neutral i krige mellem europæiske stater og deres kolonier, men i tilfælde af at krige af sådan type skulle udvikle sig på de amerikanske kontinenter, ville De Forenede Stater anse sådanne handlinger som fjendtlige. Doktrinen blev forfattet under ledelse af udenrigsminister John Quincy Adams.
Præsident James Monroe slog doktrinen fast som officiel amerikansk politik under sin syvende årlige State of the Union Address ("Tale om unionens tilstand") til Kongressen, og den regnes som en skelsættende markering i amerikansk historie i forhold til omverdenen og i USAs udenrigspolitik.
Doktrinen blev indført som beskyttelse af flere lande i Syd- og Mellemamerika, som på denne tid netop var blevet eller var ved at skaffe sig deres selvstændighed og dermed var i en sårbar fase.
I et tillæg ved Theodore Roosevelt 1904, Rooseveltkorollariet (The Roosevelt Corollary), fastsloges, at USA har ret til at indgribe som "international politistyrke" (international police power), hvis stater i Karibien og Centralamerika optræder "uciviliseret". Denne ret påberåbtes siden flere gange som begrundelse for USAs indblanding i Latinamerika under Den Kolde Krig.

## Historie

### Udformning
Monroe-doktrinen betegner egentlig en række for De Forenede Staters udenrigspolitik fastlagte grundregler, som første gang klart formuleredes i et budskab til kongressen den 2. december 1823 af præsident James Monroe, og som siden tid efter anden yderligere er udviklet med vedvarende præg af uderigspolitisk norm, men uden at være fastslået i lovform eller ved nogen folkeretlig ratificering. Den oprindelige Monroedoktrin formuleredes af De Forenede Staters daværende udenrigsminister John Quincy Adams mest i anledning af, at Den Hellige Alliances magter forberedte en indskriden for at gengive Spanien magten over dets tabte amerikanske kolonier samt i forbindelse med, at Rusland i kolonisationsøjemed gjorde krav på vidtstrakte dele af Nordamerikas Stillehavskyst (Oregon).
Den var blevet forberedt ved et forslag fra den engelske udenrigsminister Canning samme år til den amerikanske udsending i London, Rush, om en fælles erklæring fra England og De Forenede Stater om, at de for deres eget vedkommende ikke havde nogen erobringsplaner mod de tidligere spanske kolonier i Amerika, men ej heller ligegyldigt ville påse en (på Verona-kongressen (en) i 1822 bebudet) europæisk intervention for områdernes genforening med Spanien. Rushs rapport herom foranledigede Adams til i stedet at planlægge en selvstændig amerikansk deklaration, og efter forhandlinger mellem Adams, Monroe samt ekspræsidenterne Jefferson og Madison medtoges den, formuleret af Adams, i præsident Monroes årsbudskab til kongressen. Deklarationen tog form af en dobbelt erklæring.
På den ene side erklæredes efter en påpegning af den væsentlige forskel mellem de allierede magters politiske system og det i Amerika rådende: "Vi ... erklærer, at vi vil anse ethvert forsøg fra deres side på at udstrække deres system til nogen del af denne halvdel af kloden som farlig for vor fred og tryghed". Vedrørende de frigjorte og af De Forenede Stater som frie stater anerkendte tidligere spanske kolonier hed det videre i erklæringen: "Vi vil ikke kunne betragte nogen intervention af nogen europæisk magt for at underkue dem eller på nogen måde bestemme over deres skæbne i andet lys end som værende en uvenlig handling mod De Forenede Stater". En intervention ville bringe Unionens "fred og lykke" i fare, og det var derfor "umuligt, at vi ville kunne betragte en sådan intervention med nogen form for ligegyldighed".
På den anden side erklæredes som komplement til disse holdninger: "I europæiske magters krige vedrørende deres indbyrdes anliggender har vi aldrig taget nogen del, ej heller overensstemmer det med vores politik at gøre så". På samme måde betegnedes vedrørende forhandlingerne med Rusland i Oregon-spørgsmålet som "et princip, hvori De Forenede Staters rettigheder og interesser indebærer", at "de amerikanske kontinenter, som følge af den frie og selvstændige tilstand, de har opnået og opretholder, herefter ikke er at anse som genstand for fremtidig kolonisation af nogen europæiske magt". Som komplement hertil gælder erklæringen: "Vi har ikke blandet os i og vil ikke blande os i spørgsmål om nogen europæisk magts nu eksisterende kolonier eller besiddelser" (på den vestlige halvdel af kloden).
Det er disse positive og negative principper, som samlet udgør den oprindelige såkaldte Monroe-doktrin. Den afviste europæisk intervention i selvstændige amerikanske staters politiske anliggender og erklærede de amerikanske kontinenter at være optagne af til hinanden grænsende stater, som ikke gav plads for fremtidig europæisk kolonisation, samt bekræftede i øvrigt det allerede af Washington opstillede grundprincip, at De Forenede Stater ikke ville blande sig i Europas politik. Nogen formelig beskyttelsespligt for andre amerikanske republikker iklædte De Forenede Stater sig ikke, og alle europæiske da værende besiddelser i Amerika anerkendtes formeligt.

### Siden udformningen
Senere blev imidlertid denne "Monroe-doktrin", resultatet af Adams’ og Cannings politik, tid efter anden udvidet og omformet således, at den i populær amerikansk opfattelse havde indebåret forbud mod enhver europæisk territorieerhvervelse på den vestlige halvklode eller rent ud krav om dettes frigørelse fra enhver form for europæisk kontrol eller ret til indblanding i amerikanske anliggender; den var "vokset i magt med den amerikanske nation", således dens tillempning ved kanalanlæggelsen mellem de to oceaner, jævnfør Clayton-Bulwer-aftalen (en) og Panama-kanalen. Den påberåbtes mod den franske intervention i Mexico i 1860-erne og blev gang på gang anført mod europæiske magters ret til at annektere eller på anden måde underlægge sig selv øer i de amerikanske kontinenters nærhed fx Cuba, Hawaii, landene Dominikanske Republik og Haiti.
Præsident Grant udtalte i 1870 som bekræftelse af Monroe-doktrinen "den lige så vigtige grundsats, at herefter skal intet territorium på dette kontinent betragtes som muligt at overgå i en europæisk magts eje". I tilslutning hertil blandede De Forenede Stater sig i 1895 med Cleveland som præsident og Olney som udenrigsminister i en grænsestrid mellem Britisk Guyana og Venezuela, idet Cleveland i et budskab foreslog grænsens fastlæggelse ved en kommission under trussel om krig, hvis dennes afgørelse ikke blev respekteret. Lord Salisbury nægtede da Monroe-doktrinens tillempelse i det da foreliggende tilfælde lige som dens folkeretlige gyldighed, men til sidst medgav den engelske regering dog – formelt uden hensyn til Monroe-doktrinen – grænsestridens afgørelse ved dom.
Af præsident Roosevelt påberåbtes den (og udlagdes i et budskab til kongressen) i forbindelse med Venezuelas konflikt 1903 med flere europæiske stater vedrørende overgreb mod deres undersåtter, idet De Forenede Staters regering protesterede mod enhver vedvarende besættelse eller okkupation af venezuelansk territorium.
Den påkaldtes også i 1912 af det amerikanske senat ved de indskrænkninger, denne tog vedrørende den i 1911 afsluttede, men netop til følge af disse forbehold ikke ratificerede engelsk-amerikanske forligskommissionstraktat. Foruden ved skærpelsen af bestemmelserne mod europæisk intervention optrådte De Forenede Stater ved flere lejligheder i begyndelsen af det 20. århundrede aktivt i spørgsmål om ikke direkte amerikanske anliggender, hvor doktrinens rækkevidde var svækket. Således kunne tidvis De Forenede Staters protektionistiske toldpolitik betegnes som "en økonomisk Monroedoktrin".
En slags sydamerikansk parallel havde Monroe-doktrinen i den såkaldte Drago-doktrin (en), et af den argentinske udenrigsminister Luis María Drago i 1903 i en note formuleret princip, ifølge hvilket udeblevet regulering af statsgælden aldrig skulle kunne foranledige væbnet intervention, end mindre okkupation af nogen amerikansk stats territorium fra europæiske magters side. De Forenede Stater var imidlertid ikke for sit vedkommende gået med til en sådan udvidelse af Monroe-doktrinen.